# Station
Station — другий повноцінний студійний альбом інструментального рок-гурту Russian Circles, був виданий 6 травня 2008 року. Це — другий реліз гурту, і перший — у співпраці з їхнім новим лейблом — Suicide Squeeze.

## Список треків
| #  | Назва          | Тривалість |
| -- | -------------- | ---------- |
| 1. | «Campaign»     | 6:40       |
| 2. | «Harper Lewis» | 7:15       |
| 3. | «Station»      | 8:43       |
| 4. | «Verses»       | 8:43       |
| 5. | «Youngblood»   | 7:34       |
| 6. | «Xavii»        | 4:29       |

| Бонус-трек для японського видання | Бонус-трек для японського видання | Бонус-трек для японського видання |
| #                                 | Назва                             | Тривалість                        |
| --------------------------------- | --------------------------------- | --------------------------------- |
| 7.                                | «Upper Ninety»                    | 5:18                              |

## Учасники
- Майк Салліван − гітара
- Дейв Тенкранц − ударні
- Браян Кук − бас-гітара
- Морган Гендерсон − контрабас
- Метт Бейлз − продюсування, звукорежисура, мікшування, додаткові клавішні та орган
- Ед Брукс − мастеринг
- Джонатан Крон − дизайн альбому